# Mezinárodní den proti jaderným zkouškám
Mezinárodní den proti jaderným zkouškám je připomínkovým dnem OSN a připadá na 29. srpna. Byl ustanoven 2. prosince 2009 na 64. zasedání Valného shromáždění OSN rezolucí 64/35, která byla jednomyslně přijata. Rezoluce volá zejména po zvyšování povědomí „o vlivu zkušebních explozí jaderných zbraní nebo jakýchkoli jiných jaderných explozí a žádá jejich ukončení, aby se svět podařilo jaderných zbraní zbavit“. Rezoluce byla iniciována Kazachstánem spolu s několika sponzory na památku uzavření Semipalatinského jaderného polygonu dne 29. srpna 1991.
Po ustavení Mezinárodního dne proti jaderným zkouškám se všechny státy – smluvní strany Smlouvy o nešíření jaderných zbraní – v květnu 2010 zavázaly „dosáhnout mír a bezpečí tím, že svět bude bez jaderných zbraní“.

## Konference
Dne 15. září 2014 uspořádalo velvyslanectví Kazachstánu ve Spojených státech konferenci zvanou „Zkoušky jaderných zbraní: Historie, pokrok, výzvy (angl. Nuclear Weapons Testing: History, Progress, Challenges)“. Byla uspořádána ve spolupráci s organizacemi Arms Control Association, Green Cross International, velvyslanectvím Kanady a organizací The ATOM Project k výročí vyhlášení Mezinárodního dne proti jaderným zkouškám a konala se v sídle organizace U.S. Institute of Peace ve Washingtonu, D.C. Konference byla zaměřena na problematiku testování jaderných zbraní a na další postup v souvislosti se Smlouvou o úplném zákazu jaderných zkoušek. Hlavními přednášejícími byli ministr energetiky USA Ernest J. Moniz, náměstkyně ministra zahraničí USA pro kontrolu zbraní a mezinárodní bezpečnost Rose E. Gottemoellerová, náměstek ministra energetiky USA a správce NNSA Frank J. Klotz a výkonná tajemnice CTBTO Lassina Zerbo. Účastníci konference zdůraznili svůj závazek k nešíření jaderných zbraní.